# أبو هشام الرفاعي
أبو هشام محمد بن يزيد بن محمد بن كثير بن رفاعة العجلي الرفاعي الكوفي مُقرئ وقاضي بغداد، وأحد رواة الحديث النبوي.
حدث عن: أبي الأحوص سلام، والمطلب بن زياد، وأبي بكر بن عياش، وحفص بن غياث، وعبد الله بن الأجلح، ويحيى بن يمان وطبقتهم. وأخذ القراءة عن جماعة، وصنف كتابًا في القراءات فيه شذوذ كثير، وهو صاحب غرائب في الحديث. حدث عنه: مسلم بن الحجاج، والترمذي ومحمد بن ماجه، وأحمد بن زهير، وابن خزيمة، وابن صاعد، ومحمد بن هارون الحضرمي، وعمر بن بجير، وجعفر بن محمد الجروي، والحسين المحاملي. روى عنه القراءة موسى بن إسحاق القاضي، وعلي بن الحسن القطعي، وأحمد بن سعيد المروزي، وقاسم بن داود، وعثمان بن خرزاذ، وعلي بن قربة، وجماعة.

## أقوال العلماء فيه
قال أحمد العجلي: «لا بأس به ، صاحب قرآن، قرأ على سليم، ولي قضاء المدائن». قال البخاري: «لرأيتهم مجمعين على ضعفه». قال ابن عقدة: «لحدثنا مطين عن محمد بن عبد الله بن نمير أن أبا هشام كان يسرق الحديث.. وروى أبو حاتم عن ابن نمير قال: كان أضعفنا طلبا، وأكثرنا غرائب». قال طلحة بن محمد بن جعفر: «لاستقضي أبو هشام يعني ببغداد في سنة 242 وهو من أهل القرآن والعلم والفقه والحديث، له كتاب في القراءات، قرأ علينا ابن صاعد أكثره». قال أحمد بن محمد بن محرز: «لسألت يحيى بن معين عن أبي هشام فقال: ما أرى به بأسا». قال البرقاني: «لهو ثقة، أمرني الدارقطني أن أخرج حديثه في الصحيح». قال النسائي: «لضعيف». قال أبو عمرو الداني: «لأخذ القراءة عن جماعة، وله عنهم شذوذ كثير». قال الذهبي: «لحمل الحروف عن الكسائي وعن حسين الجعفي، ويحيى بن آدم، وأبي يوسف الأعشى، وقيد أحرفا عن أبي بكر بن عياش، فإنه سمع على أبي بكر ختمة بقراءة الأعشى».